# Chiesa di San Michele degli Scalzi
La chiesa di San Michele degli Scalzi è un luogo di culto cattolico che si trova nella zona est di Pisa, in piazza San Michele degli Scalzi.
La chiesa è nota anche come chiesa di San Michele degli Scalzi in Orticaia (o Orticaria), in riferimento all'antico toponimo dell'originale semi-paludosa zona.

## Storia
La chiesa, edificata su terreno cedevole vicino alle sponde dell'Arno, è documentata come oratorio fin dal 1025. Il convento annesso alla chiesa venne assegnato nel 1178 alla congregazione dei monaci benedettini bizantino-pugliesi di Santa Maria di Pulsano sul Gargano, noti come "monaci pulsanesi" e detti "gli scalzi". In tale occasione avvenne la prima ristrutturazione della chiesa, completata nel 1204.
Nel 1412 l'intero complesso passò alle monache brigidine del Paradiso (presso Firenze), e nel 1463 venne assegnato ai Canonici regolari lateranensi. Da quest'epoca vengono compiute varie modifiche, come l'aggiunta di un soffitto a lacunari (1596) nella navata centrale e di soffitti a volte alle due laterali, e vengono aperte varie finestre rettangolari.

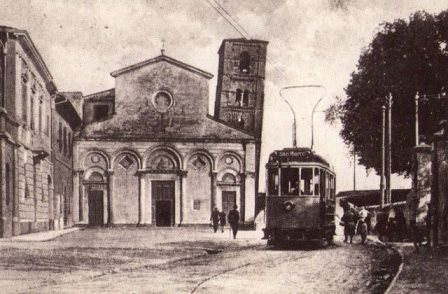
Capolinea tranviario di fronte alla chiesa

La chiesa passò poi agli Olivetani nel 1774, quindi venne tramutata in prioria dieci anni più tardi, quando vennero aggiunti vari stucchi e decorazioni all'interno; nel 1874 venne poi rimosso il soffitto a lacunari, mentre le aggiunte del XVIII secolo vennero rimosse all'inizio del XX secolo in un intervento di restauro teso a riportare la chiesa all'originale aspetto romanico.
Fra il 1928 e il 1952 era presente, nella piazza di fronte alla chiesa, un capolinea della rete tranviaria di Pisa.
Nel corso della Seconda guerra mondiale la chiesa venne più volte bombardata, tanto che perse l'intera navata destra; l'alluvione del 1949 la danneggiò ulteriormente. L'attuale copertura e la parete destra sono di epoca postbellica, con un'intelaiatura interna in cemento armato.

## Descrizione

### Esterno

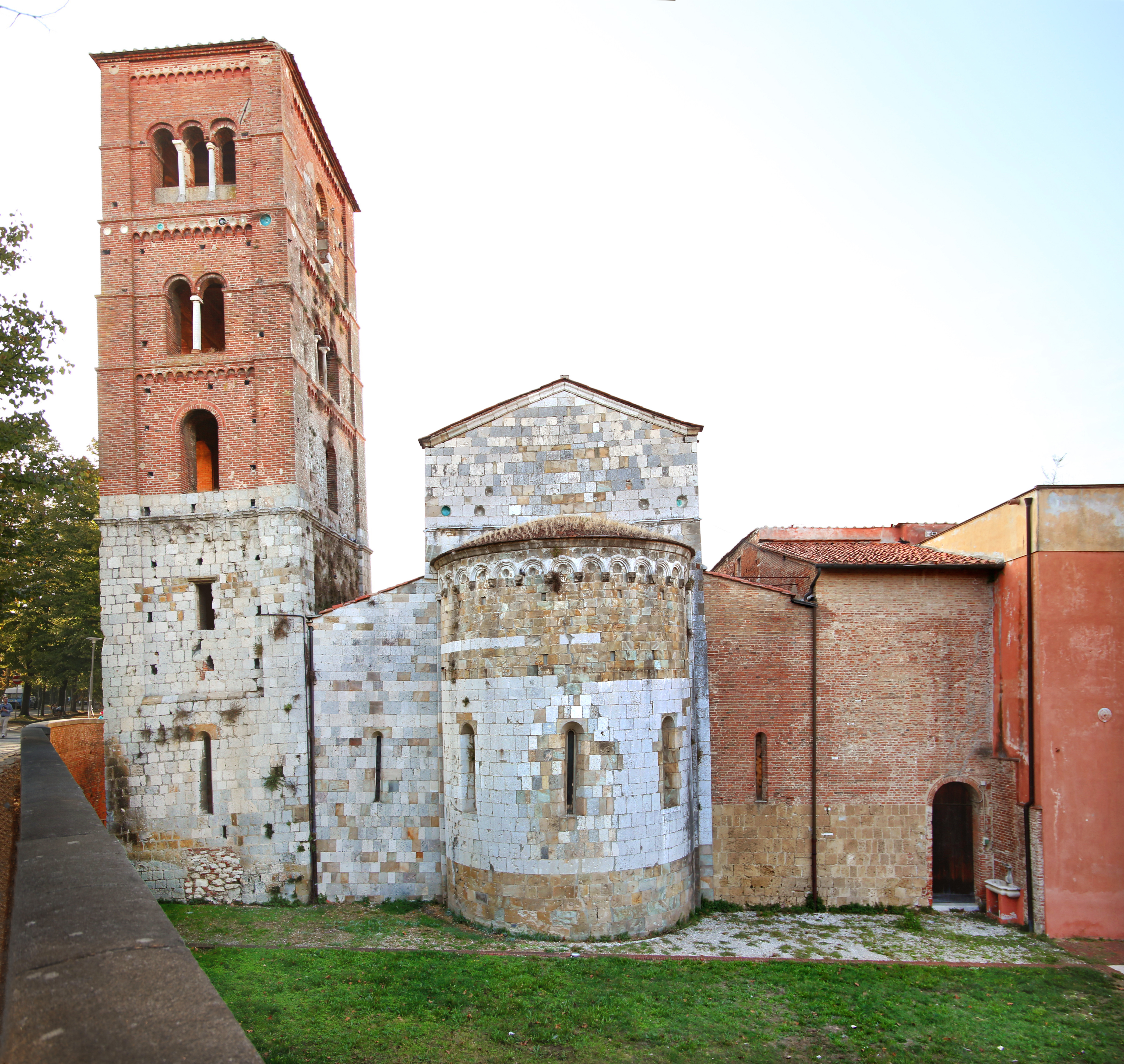
Abside e torre campanaria

La facciata, incompiuta, è a doppio spiovente con il corpo centrale rialzato. Nella parte inferiore è rivestita di marmo (proveniente dalle vicine cave di San Giuliano) dove, in stile romanico pisano, sono poste cinque arcate cieche sostenute da colonne con oculi e losanghe.
Vi sono tre portali con lunetta: quello centrale, maggiore, è dotato di architrave decorato con bassorilievi marmorei rappresentanti le Gerarchie angeliche, di artista bizantino, mentre nella lunetta sovrastante è posto un Cristo benedicente (copia; l'originale è al Museo di San Matteo) del 1203-1204. Il Cristo è in una fissa posa ieraticamente frontale, con un'espressione solenne e serena che non comunica con lo spettatore: tutti elementi tipici della cultura bizantina prima del rinnovamento della scuola federiciana e di Nicola Pisano. L'iscrizione alle spalle del Cristo ricorda il termine della prima ristrutturazione della chiesa. Nelle losanghe sopra i due altri portali sono presenti iscrizioni che esortano al riconoscimento della brevità della vita terrena e all'abbandono del peccato.
Nella parte superiore della facciata, in laterizio, è presente un rosone del XVII secolo
Il tipico campanile a base quadrata è in pietra nella parte inferiore, mentre in quella superiore è in laterizio, suddiviso da archetti pensili e lesene in tre ordini alleggeriti verso l'alto da monofore, bifore, trifore e quadrifore ed è ornato con bacini ceramici islamici del XII secolo (anche questi sostituiti da copie); posto sul lato rivolto all'Arno, pende fortemente verso di esso:
il campanile risulta essere inclinato di 5°, più di quelli del ben più famoso Campanile per antonomasia, quello del Duomo, noto come Torre Pendente.

### Interno

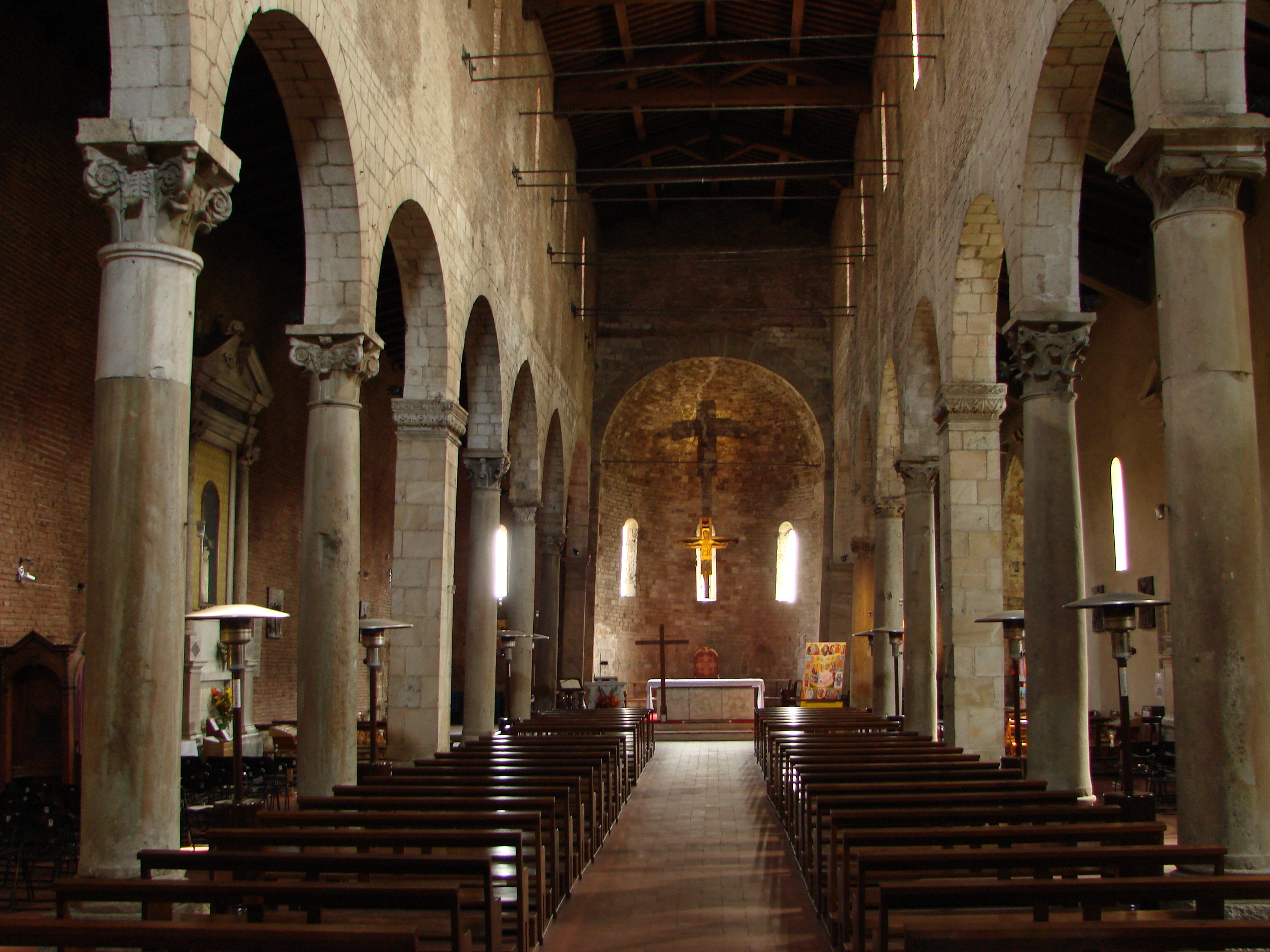
Interno

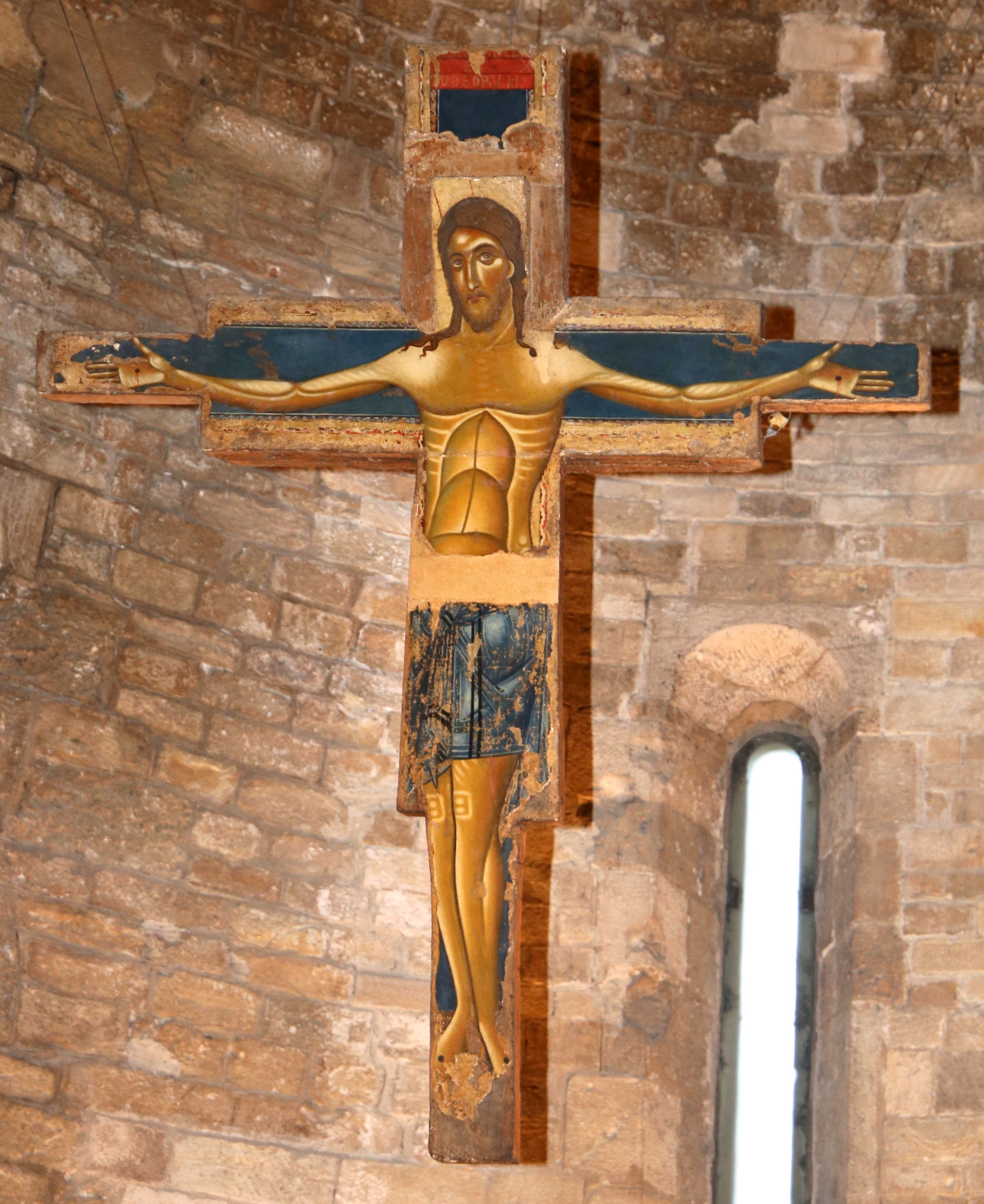
Crocifisso

L'interno, molto suggestivo e anch'esso fortemente pendente, consta di tre navate e otto campate. Possiede un'abside semicircolare unica e manca di transetto. Due cappelle sono aperte sulle pareti delle navate laterali a livello dell'ultima campata, aperte da archi a sesto acuto (quella di destra è dentro il campanile stesso). Le otto campate sono scandite da colonne con capitelli romanici o di spoglio e archi a tutto sesto, a eccezione di quelli della sesta e settima campata che sono a sesto leggermente acuto. La navata centrale, più alta delle due laterali, è scandita da sottili finestrelle. Tutte e tre le navate sono coperte da capriate lignee. La pareti sono quasi interamente in laterizio a eccezione della parete della navata destra che è in cemento a causa della ricostruzione post-bellica del XX secolo operata a causa dei bombardamenti e della necessità di stabilizzare un edificio già pericolante.
La chiesa ospita dal 1979 un Crocifisso dipinto in tempera e oro in foglia su tavola del quarto o quinto decennio del XIII secolo, proveniente dalla chiesa dei Santi Cosma e Damiano, sebbene una tradizione orale la faccia risalire dalla distrutta chiesa di San Giovanni Decollato, entrambe in Pisa. Sulla parte terminale della parete sinistra sono presenti resti di un affresco del XIV secolo rappresentante Sant'Onofrio, sant'Elena e un vescovo monaco. Sono presenti anche un'acquasantiera datata 1636 e l'altare policromo del XVIII secolo.

### Organo a canne
Nella cappella laterale sinistra, addossato alla parete fondale, si trova l'organo a canne della chiesa, costruito dalla ditta Anselmi-Tamburini e acquistato dalla parrocchia di San Michele a cura del parroco Don Giorgio Beconcini nel 1986. A trasmissione meccanica, ha 17 registri su due manuali e pedale.

## Culto
La chiesa è da secoli legata anche al culto di sant'Ubaldo vescovo e patrono di Gubbio. Per sant'Ubaldo il sacerdote pratica l'unzione della fronte invocando la intercessione del santo ai fedeli che vogliano liberarsi dalla possessione del maligno e dai disagi mentali.